# Magdalena Wawrzyniak
Magdalena Wawrzyniak, coniugata Kowalczyk (Myszków, 14 marzo 1990), è un'ex pallavolista polacca nel ruolo di opposto.

## Biografia
Ha una sorella gemella, Katarzyna Wawrzyniak, anche lei pallavolista.

## Carriera

### Club
La carriera di Magdalena Wawrzyniak inizia nel 2005 nelle giovanili dello SMS PZPS Sosnowiec, per poi esordire nella pallavolo professionistica con il Calisia nella stagione 2007-08, in Liga Siatkówki Kobiet, dove resta per due stagioni, vincendo la Supercoppa polacca 2007.
Nella stagione 2009-10 viene ingaggiata dal Miejski Ośrodek Sportu i Rrekreacji Mysłowice in I Liga, categoria dove milita anche per le due annate successive con lo Sparta Warszawa.
Ritorna nella massima divisione polacca per il campionato 2012-13 vestendo la maglia del PTPS, dove rimane per tre annate. Si trasferisce in Italia nella stagione 2015-16, nell'AGIL di Novara, in Serie A1.
Per il campionato 2016-17 è nuovamente in Polonia con il Muszyna, sempre in massima serie, così come in quello successivo, quando passa al Wrocław; già alla fine del mese di novembre interrompe però la propria esperienza nel club di Breslavia scendendo ancora una volta in serie cadetta dove conclude l'annata con l'UNI Opole.
Rimane in I liga anche nella stagione successiva, accettando la proposta del Politechniki Śląskiej mentre nel campionato 2019-20 torna a disputare la massima serie polacca con la maglia del BKS; al termine della stagione annuncia il ritiro dall'attività agonistica.

### Nazionale
Negli anni a Kalisz viene convocata nella nazionale Under-19 polacca; nel 2015 ottiene le prime convocazioni nella nazionale maggiore.

## Palmarès

### Club
- Supercoppa polacca: 1

2007